# Guardia Patriótica
La Guardia Patriótica (en rumano: Gărzile Patriotice) eran formaciones paramilitares rumanas formadas durante la era comunista, diseñadas para proporcionar una defensa nacional en caso de un ataque de fuerzas armadas extranjeras.

## Historia

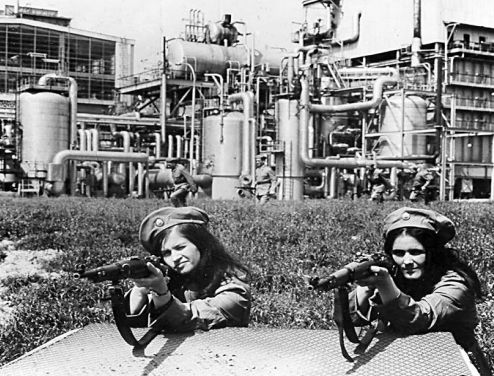
Guardias patrióticas rumanas entrenando.

La Guardia Patriótica se formó en 1968, después de un discurso en Bucarest, el 21 de agosto, en el que el secretario general del Partido Comunista de Rumanía y presidente del Consejo de Estado, Nicolae Ceaușescu, condenó la represión de la Primavera de Praga por parte de las fuerzas soviéticas y del Pacto de Varsovia. Ceaușescu apeló al sentimiento antisoviético existente entre la población rumana en general, para pedir resistencia contra la amenaza percibida de una invasión soviética similar contra la República Socialista de Rumanía. Los argumentos nacionalistas que tuvieron su efecto inmediato en reunir a grandes porciones del público, que comenzaron a organizarse y armarse bajo la dirección del Partido Comunista Rumano (PCR).
Aunque la amenaza de una invasión extranjera terminó a finales de año, la Guardia Patriótica siguió siendo una fuerza paramilitar del régimen comunista de la República. Los guardias se convirtieron en una fuerza auxiliar permanente para el Ejército regular rumano, y se introdujo la formación obligatoria para los hombres y las mujeres jóvenes. Para los estudiantes universitarios, esto significó que se reservaran horas del plan de estudios para llevar a cabo ejercicios de tiro y otros cursos de capacitación, pronto se duplicaron los requisitos adicionales para el trabajo en el campo (también se pidió la participación de los estudiantes de secundaria, así como a sus maestros).
Aunque ya no estaba respaldada por el entusiasmo, como lo había estado a principios de la década de 1970, la Guardia Patriótica era una línea de defensa nacional básica contra las invasiones proyectadas desde el exterior. La amenaza planteada pareció aumentar a medida que el régimen se hundía en el aislamiento internacional, especialmente después de perder el apoyo de Occidente, a principios de la década de 1980. A partir de ese momento, la Guardia Patriótica pasó a formar parte del aparato de represión del Estado contra su propio pueblo.
Durante la Revolución rumana de diciembre de 1989, Ceaușescu intentó utilizar a los guardias contra los manifestantes, especialmente en ciudades como Timișoara. Sin embargo, el ritmo de los acontecimientos y la amplitud de la hostilidad hacia su régimen político superaron este plan. A medida que avanzaba la Revolución rumana, muchos miembros de la Guardia Patriótica (que como la mayoría de los rumanos, estaban hartos de las políticas económicas fallidas de Ceauşescu y sufrían de un nivel de vida en declive) se unieron a los manifestantes que pedían libertad y democracia.

## Función de la guardia

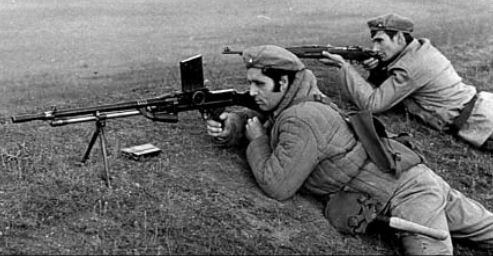
Guardias patrióticos rumanos entrenando.

La Guardia Patriótica era una organización de seguridad nacional, cuyas funciones incluían la vigilancia civil y la lucha contra los incendios, así mismo constituían una fuerza de milicia popular muy numerosa. En caso de guerra, la guardia ofrecería seguridad en la retaguardia, aumentaría las fuerzas terrestres propias, y operaría como una fuerza guerrillera, si el territorio nacional rumano era invadido por el enemigo.

## La guardia en la ideología del régimen

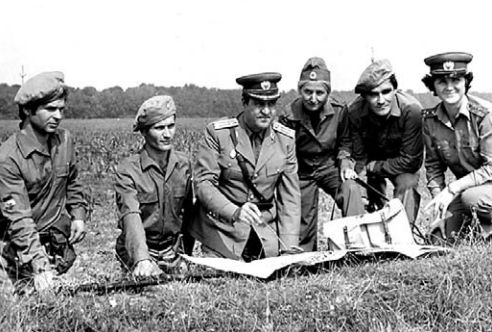
Las formaciones paramilitares fueron entrenadas para adoptar las tácticas de la guerra de guerrillas.

En la década de 1980, el comunismo rumano adoptó una forma militarizada. Ilie Ceaușescu, un general del Ejército Popular Rumano, y un hermano del líder Nicolae, resumió los nuevos rasgos en su obra literaria Istoria militară a poporului român ("La historia militar del pueblo rumano"), el libro pronto se convirtió en la doctrina  oficial del régimen, en dicha obra, Ilie argumentó que los rumanos siempre habían tenido el Ejército permanente más grande del Mundo, en particular, el autor se refería a toda la población armada. Esto constituyó un mensaje para el futuro, ya que el régimen había establecido una fuerte conexión con toda la historia militar rumana. Como tal, la ideología tras la formación de la Guardia Patriótica se interpretó como la doctrina militar de la guerra popular, esta estaba a su vez inspirada en la doctrina yugoeslava de la defensa popular total.

## Organización de la guardia
La Guardia Patriótica contaba con unos 700.000 ciudadanos en 1989, tanto hombres como mujeres. De acuerdo con la doctrina de la guerra popular, la Guardia Patriótica era una organización combinada de defensa nacional y protección civil, que se estableció inmediatamente después de la invasión de Checoslovaquia por parte de las Fuerzas Armadas del Pacto de Varsovia, en una operación militar dirigida por los soviéticos. Los Guardias Patrióticos trabajaron en estrecha colaboración con el Ministerio de Defensa Nacional, pero estaban directamente subordinados al Partido Comunista Rumano. Apoyándose más en los ciudadanos comunes que en el ejército regular, la Guardia Patriótica sirvió como un posible contrapeso al ejército regular rumano para ejercer el poder en el país, y así neutralizar la influencia de las Fuerzas Armadas regulares.
En 1989, la Guardia Patriótica se organizó en unidades del tamaño de una compañía y un pelotón en casi todos los municipios, pueblos, aldeas y empresas industriales o agrícolas. Bajo el mando del primer secretario del aparato local de PCR, llevaron a cabo tareas de capacitación básica y de actualización en manejo de armas ligeras, demoliciones, disparo de morteros y lanzagranadas, así como entrenamiento en tácticas de combate. En tiempos de guerra, la guardia tenía la responsabilidad de dirigir la defensa antiaérea, ofreciendo al ejército regular una alerta temprana, en caso de ataques aéreos, defendiendo los centros de población y otros elementos importantes de la infraestructura nacional, y realizando trabajos de ingeniería civil, según fuera necesario para restablecer la producción militar esencial después de un ataque hostil. Los guardias debían reconocer y atacar los flancos y la retaguardia del enemigo, así mismo debían combatir contra las unidades aerotransportadas y las fuerzas especiales invasoras. Los guardias organizarían operaciones de resistencia contra las fuerzas de ocupación enemigas.